# Гран при Наиса
Гран при Наиса је главна награда која се додељује за најбоље глумачко остварење у филму на Фестивалу глумачких остварења Филмски сусрети у Нишу. Установљена је 1970. године. 
Добитника бира трочлани жири, а награда се састоји од статуете и новчаног износа. Четвороструки добитници ове награде су Велимир Бата Живојиновић и Небојша Глоговац.

## Добитници
| Година | Добитник                     | Улога                   | Филм                          | Изв.  |
| ------ | ---------------------------- | ----------------------- | ----------------------------- | ----- |
| 1970.  | Љубиша Самарџић              | Новак                   | Битка на Неретви              |       |
| 1971.  | Борис Дворник                | Дикан                   | У гори расте зелен бор        |       |
| 1972.  | Велимир Бата Живојиновић     | Шинтер                  | Трагови црне девојке          |       |
| 1972.  | Велимир Бата Живојиновић     | Коровјев                | Мајстор и маргарита           |       |
| 1973.  | Павле Вуисић                 | Пајо                    | Размеђа                       |       |
| 1974.  | Воја Мирић                   | Ахмед Нурудин           | Дервиш и смрт                 |       |
| 1975.  | Никола Симић                 | Марко                   | Хитлер из нашег сокака        |       |
| 1976.  | Данило Бата Стојковић        | Милован Пашановић       | Чувар плаже у зимском периоду |       |
| 1977.  | Милена Зупанчић              | Каролина Хашлер         | Удовиштво Каролине Жашлер     |       |
| 1978.  | Велимир Бата Живојиновић (2) | Арсен                   | Трен                          |       |
| 1978.  | Велимир Бата Живојиновић (2) | Обрен                   | Стићи пре свитања             |       |
| 1979.  | Раде Шербеџија               | Владо Ковач             | Новинар                       |       |
| 1980.  | Мирјана Карановић            | Петрија                 | Петријин венац                |       |
| 1981.  | Предраг Манојловић           | Томислав                | Само једном се љуби           |       |
| 1982.  | Светислав Гонцић             | Радош                   | Живети као сав нормалан свет  |       |
| 1983.  | Велимир Бата Живојиновић (3) | Шугер                   | Хало такси                    |       |
| 1983.  | Велимир Бата Живојиновић (3) | Баџа                    | Игмански марш                 |       |
| 1984.  | Соња Савић                   | Бранка Ђурић            | Шећерна водица                |       |
| 1985.  | Мирјана Карановић (2)        | Сенија                  | Отац на службеном путу        |       |
| 1986.  | Мето Јовановски              | Драгослав Ковачевски    | Срећна нова '49.              |       |
| 1987.  | Мустафа Надаревић            | Михаило                 | Већ виђено                    |       |
| 1988.  | Мустафа Надаревић (2)        | Леон Глембај            | Глембајеви                    |       |
| 1989.  | Слободан Ћустић              | Кудуз                   | Кудуз                         |       |
| 1990.  | Бранислав Лечић              | Милош Радекић           | Глуви барут                   |       |
| 1990.  | Бранислав Лечић              | Зефир и Густав          | Љето за сјећање               |       |
| 1991.  | Мето Јовановски (2)          | Илко                    | Тетовирање                    |       |
| 1992.  | Мија Алексић                 | Хулио Поповић           | Танго аргентино               |       |
| 1993.  | Жарко Лаушевић               | Алекса Радман           | Боље од бекства               |       |
| 1994.  | Стеван Гардиновачки          | Милош Муцула            | Највише на свету целом        |       |
| 1995.  | Лазар Ристовски              | Петар Попара Црни       | Подземље                      |       |
| 1996.  | Драган Бјелогрлић            | Милан                   | Лепа села лепо горе           |       |
| 1997.  | Велимир Бата Живојиновић (4) | Лугар Здравко           | Птице које не полете          |       |
| 1998.  | Наташа Нинковић              | Вера                    | Спаситељ                      |       |
| 1999.  | Данило Бата Стојковић (2)    | Мргуд Милетић           | У име оца и сина              |       |
| 2000.  | Небојша Глоговац             | Каја                    | Небеска удица                 |       |
| 2001.  | Драган Бјелогрлић (2)        | Сергеј                  | Рат уживо                     |       |
| 2002.  | Вук Костић                   | Саша                    | Апсолутних сто                |       |
| 2002.  | Вук Костић                   | Спасоје                 | Мала ноћна музика             |       |
| 2003.  | Бора Тодоровић               | Лука Лабан              | Професионалац                 |       |
| 2004.  | Богдан Диклић                | Млађи водник Кос        | Мали свет                     |       |
| 2005.  | Лазар Ристовски (2)          | Лазар                   | Сан зимске ноћи               |       |
| 2006.  | Петар Краљ                   | Обрад Срећковић         | Синовци                       |       |
| 2007.  | Небојша Глоговац (2)         | Иван                    | Хадерсфилд                    |       |
| 2007.  | Небојша Глоговац (2)         | Младен                  | Клопка                        |       |
| 2008.  | Никола Којо                  | мајор Лазар Станковић   | Четврти човек                 |       |
| 2009.  | Лазар Ристовски (3)          | Ђорђе жандар            | Свети Георгије убива аждаху   |       |
| 2009.  | Лазар Ристовски (3)          | таксиста Рајко          | Ђавоља варош                  |       |
| 2010.  | Небојша Глоговац (3)         | Гаврило                 | Жена са сломљеним носем       |       |
| 2011.  | Љубомир Бандовић             | Тадија                  | Сестре                        |       |
| 2011.  | Љубомир Бандовић             | Сировина                | Непријатељ                    |       |
| 2012.  | Александар Берчек            | професор Коста Вујић    | Шешир професора Косте Вујића  |       |
| 2013.  | Борис Исаковић               | Страхиња                | Одумирање                     |       |
| 2014.  | Борис Миливојевић            | Марко                   | Споменик Мајклу Џексону       |       |
| 2015.  | Властимир Ђуза Стојиљковић   | Славиша Петронијевић    | Без степеника                 | [ 1 ] |
| 2016.  | Жарко Лаушевић (2)           | Мома                    | Смрдљива бајка                |       |
| 2017.  | Небојша Глоговац (4)         | Вјеко Краљ              | Устав републике Хрватске      | [ 2 ] |
| 2018.  | Милош Биковић                | Петар Мараш             | Јужни ветар                   | [ 3 ] |
| 2019.  | Тихомир Станић               | Даги                    | Делиријум тременс             |       |
| 2020.  | Филип Ђурић                  | Дејан                   | Мој јутарњи смех              | [ 4 ] |
| 2021.  | Ненад Јездић                 | Mилорад Митровић Кашика | Викенд са ћалетом             | [ 5 ] |
| 2022.  | Денис Мурић                  | Денис Марковић          | Златни дечко                  | [ 6 ] |
| 2023.  | Петар Божовић                | Јоксим                  | Уста пуна земље               | [ 7 ] |
| 2024.  | Никола Ракочевић             | Мирко Јовић             | Хероји Халијарда              | [ 8 ] |
| 2024.  | Никола Ракочевић             | Васа                    | За данас толико               | [ 8 ] |

## Вишеструко награђивани глумци
| Добитник                 | Број награда | Године                  |
| ------------------------ | ------------ | ----------------------- |
| Велимир Бата Живојиновић | 4            | 1972, 1978, 1983, 1997. |
| Небојша Глоговац         | 4            | 2000, 2007, 2010, 2017. |
| Лазар Ристовски          | 3            | 1995, 2005, 2009.       |
| Данило Бата Стојковић    | 2            | 1976, 1999.             |
| Мирјана Карановић        | 2            | 1980, 1985.             |
| Мето Јовановски          | 2            | 1986, 1991.             |
| Мустафа Надаревић        | 2            | 1987, 1988.             |
| Жарко Лаушевић           | 2            | 1993, 2016.             |
| Драган Бјелогрлић        | 2            | 1996, 2001.             |